# Liên minh vì Phong trào Nhân dân
Liên minh vì Phong trào Nhân dân (tiếng Pháp: Union pour un Mouvement Populaire) là một chính đảng trung hữu ở Pháp. Đây là một trong hai chính đảng lớn ở Pháp cùng với đảng trung tả là Đảng xã hội (PS). UMP được thành lập vào năm 2002 thông qua sự hợp nhất của một số đảng trung hữu dưới thời tổng thống Jacques Chirac.
Cựu lãnh đạo đảng UMP, Nicolas Sarkozy, đã được bầu làm tổng thống Pháp trong cuộc bầu cử tổng thống năm 2007, nhưng đã bị đánh bại bởi ứng cử viên Đảng xã hội François Hollande trong cuộc bầu cử năm năm sau đó. Đảng này đã nắm giữ đa số tuyệt đối trong Quốc hội Pháp từ 2002 đến năm 2012. Jean-Francois Cope tổng bí thư đảng. UMP là một thành viên của đảng nhân dân châu Âu (EPP), đảng dân chủ ôn hòa quốc tế (CDI) và Liên minh quốc tế của các đảng dân chủ (IDU).
Sau Đại hội Đảng trong tháng 11 năm 2012, UMP trải qua quá trình phân tán nội bộ và bị tai tiếng bởi những vụ xì căng đan tiền tệ khiến chủ tịch Jean-François Copé phải từ chức. Sau khi tái đắc cử chức vụ chủ tịch UMP vào tháng 11 năm 2014, ông Sarkozy đưa ra một sửa đổi để thay đổi tên của đảng thành Những người Cộng hòa (Les Républicains), được thông qua và có hiệu lực từ ngày 30 tháng 5 năm 2015.